# Човешка пирамида (филм, 1894)
„Човешка пирамида“ (на английски: Human Pyramid) е американски късометражен ням филм от 1894 година на режисьора Уилям Кенеди Диксън с участието на Салим Насар, заснет от компанията Едисън Манюфакчъринг Къмпъни.

## В ролите
- Салим Насар[2]